# (4098) Thraen
(4098) Thraen est un astéroïde de la ceinture principale.

## Description
(4098) Thraen est un astéroïde de la ceinture principale. Il fut découvert le 26 novembre 1987 à Tautenburg par Freimut Börngen. Il présente une orbite caractérisée par un demi-grand axe de 3,23 UA, une excentricité de 0,12 et une inclinaison de 2,9° par rapport à l'écliptique.

## Compléments